# Kaimganj
Kaimganj là một thành phố và là nơi đặt ban đô thị (municipal board) của quận Farrukhabad thuộc bang Uttar Pradesh, Ấn Độ.

## Địa lý
Kaimganj có vị trí 27°34′B 79°21′Đ / 27,57°B 79,35°Đ Nó có độ cao trung bình là 144 mét (472 feet).

## Nhân khẩu
Theo điều tra dân số năm 2001 của Ấn Độ, Kaimganj có dân số 31.127 người. Phái nam chiếm 54% tổng số dân và phái nữ chiếm 46%. Kaimganj có tỷ lệ 64% biết đọc biết viết, cao hơn tỷ lệ trung bình toàn quốc là 59,5%: tỷ lệ cho phái nam là 68%, và tỷ lệ cho phái nữ là 58%. Tại Kaimganj, 15% dân số nhỏ hơn 6 tuổi.